# Postau
Postau là một đô thị thuộc huyện Landshut trong bang Bayern nước Đức. Đô thị Postau có diện tích 34,84 km², dân số thời điểm ngày 31 tháng 12 năm 2006 là 1635 người.

## Cư dân nổi tiếng
- Martin Stosch